# مرقئة ألبية
مرقئة ألبية (الاسم العلمي: Sanguisorba alpina) هو نوع من النباتات يتبع جنس المرقئة من الفصيلة الوردية.